# Maison de Jack London
Pour les articles homonymes, voir Jack London et Cottage.
La maison de Jack London ou Jack London's Cottage ou Jack London's Ranch ou Beauty Ranch ou Jack London State Historic Park (parc historique d'État Jack London, en anglais) est une habitation du XIXe siècle, de style maison en bois-cottage, sur un important domaine agricole, de Glen Ellen (à 100 km au nord de San Francisco) en Californie aux États-Unis. Le célèbre écrivain voyageur-aventurier américain Jack London (1876-1916) et son épouse Charmian London y vécurent de 1911 à leurs disparitions en 1916 et 1955. Actuel musée dédié à leurs mémoires, et lieux de mémoire littéraires, le domaine est labelisé  California Historical Landmark (1960), National Historic Landmark (1962), et Registre national des lieux historiques (1966),.

## Historique

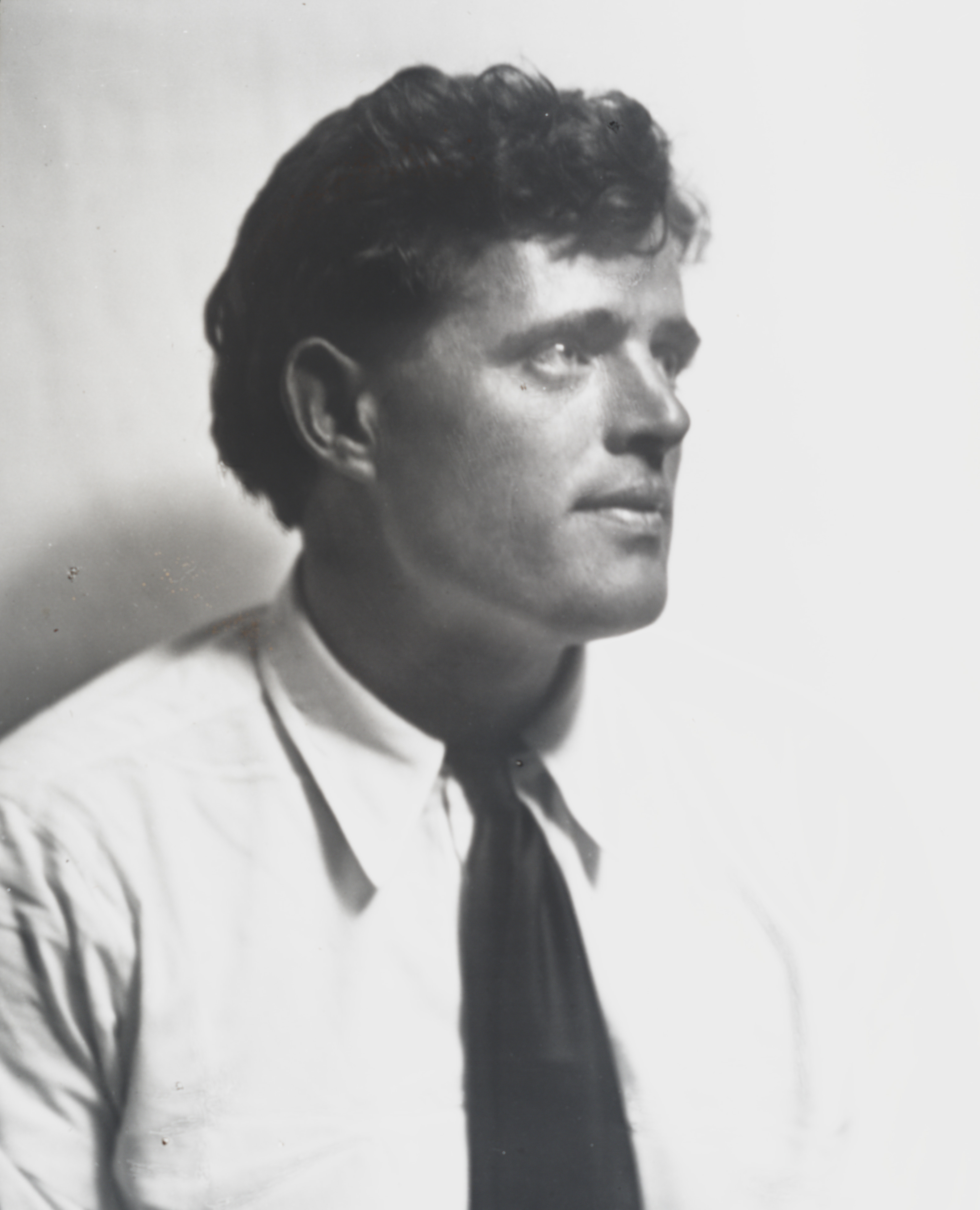
Jack London en 1910

Le romancier américain Jack London, devient riche et célèbre entre autres avec le succès international de ses romans best-seller emblématiques Le Fils du loup (1900), L'Appel de la forêt (1903), et Croc-Blanc (1906),... Il épouse en 1905 sa seconde épouse écrivaine Charmian London, avec qui il investit ses importants revenus dans ce cottage de 280 m² (maison en bois des années 1860) à titre de résidence principale, et fonde l'Éden de ses rêves avec un important domaine forestier de 50 hectares, auquel il ajoute en 1910 un important domaine viticole de 280 hectares de John Frohling (en) et Charles Kohler (en).
Le couple s'y installe définitivement en 1911, pour vivre dans la nature, pour écrire leurs œuvres prolifiques (romans, récits de voyages, nouvelles, articles, lettres, scénarios de film...) tout en exploitant ce domaine-ranch « Beauty Ranch » de la Sonoma Valley (Vallée de la Lune) et en poursuivant leurs voyages et explorations du monde environ six mois par an. Le couple y développe l'agriculture du maïs, la viticulture, des vergers, et l’élevage bovin, de chevaux, et de cochons,... Jack London écrit « À côté de ma femme, le ranch est la chose la plus chère au monde pour moi. ».

Maison de Jack London
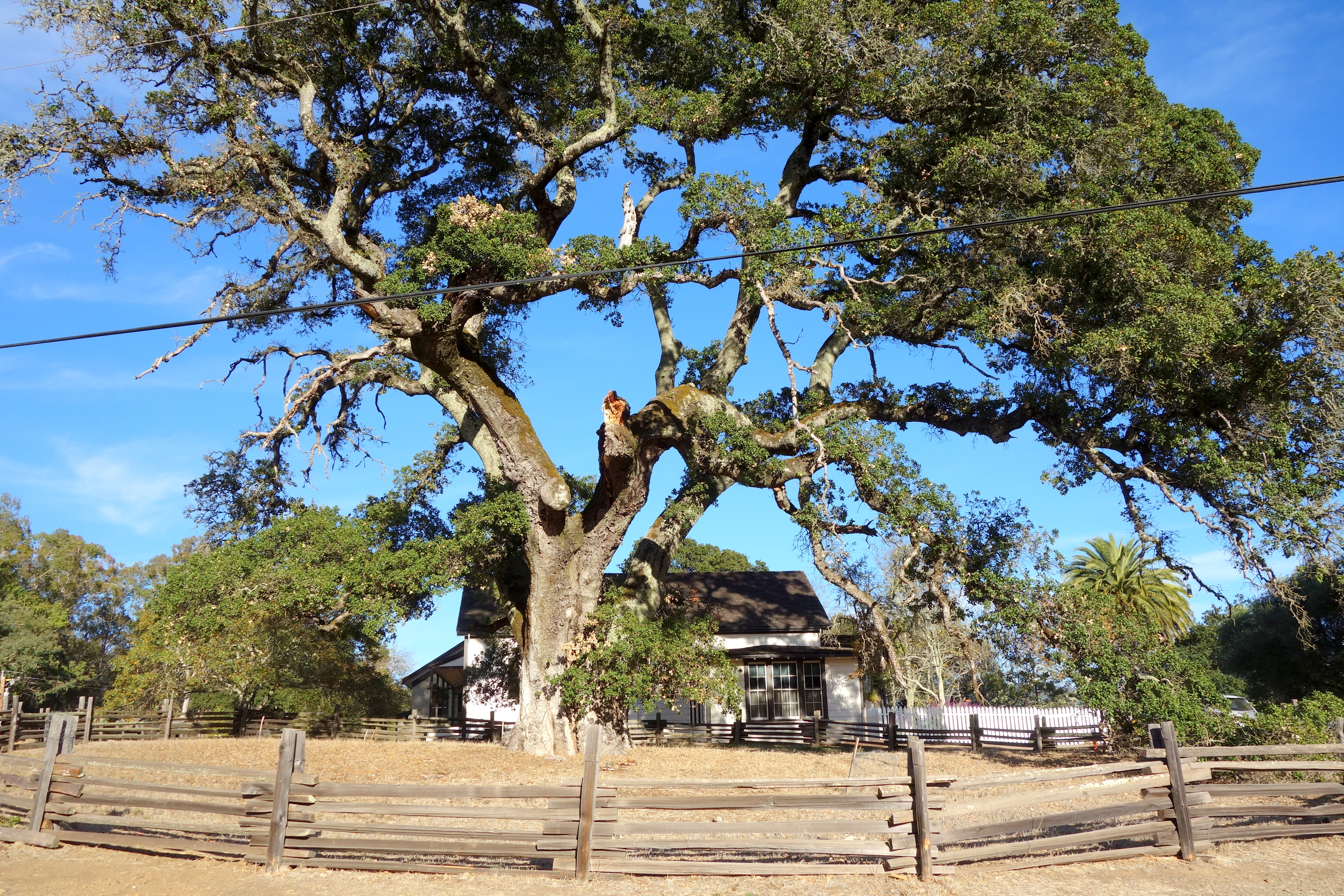
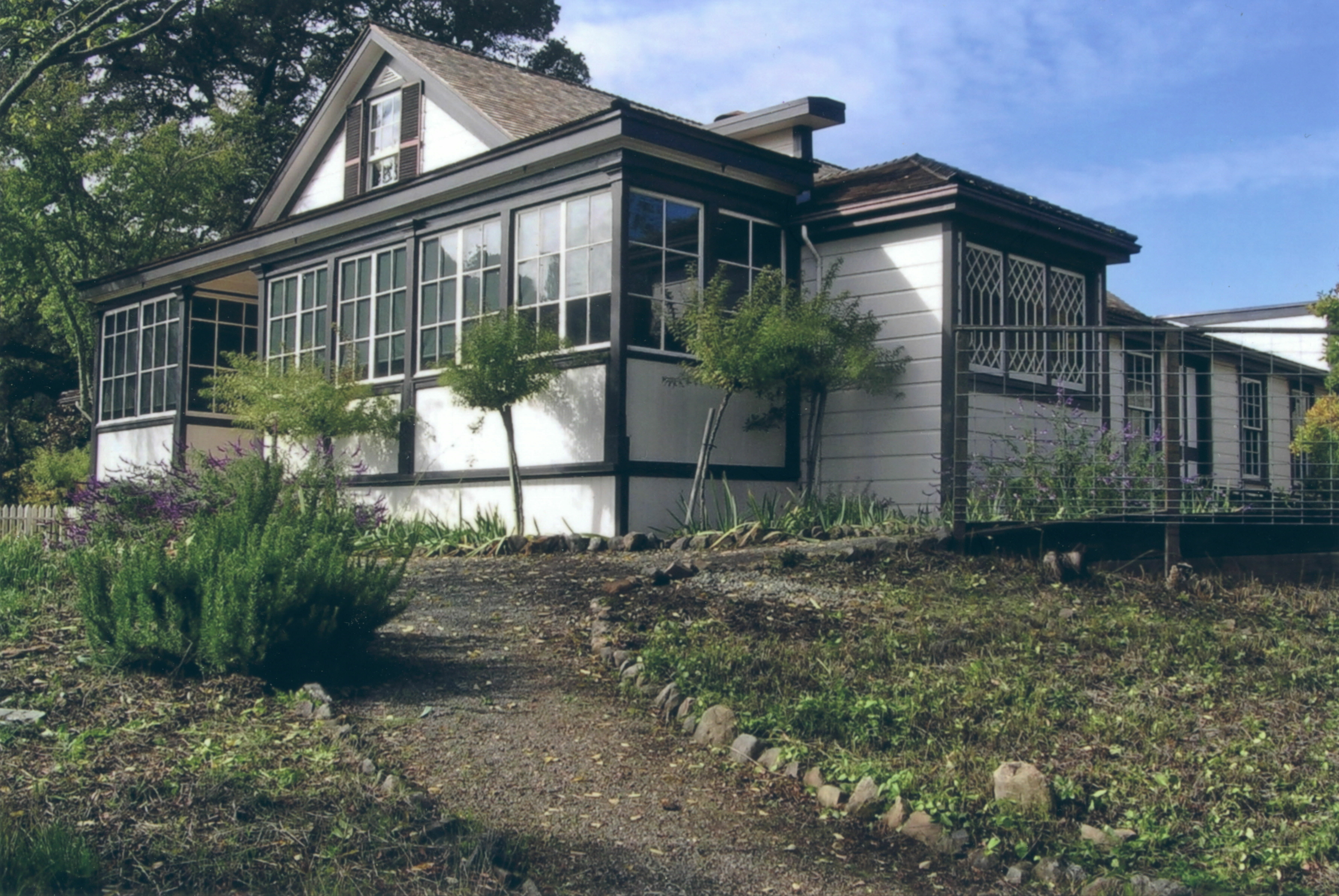
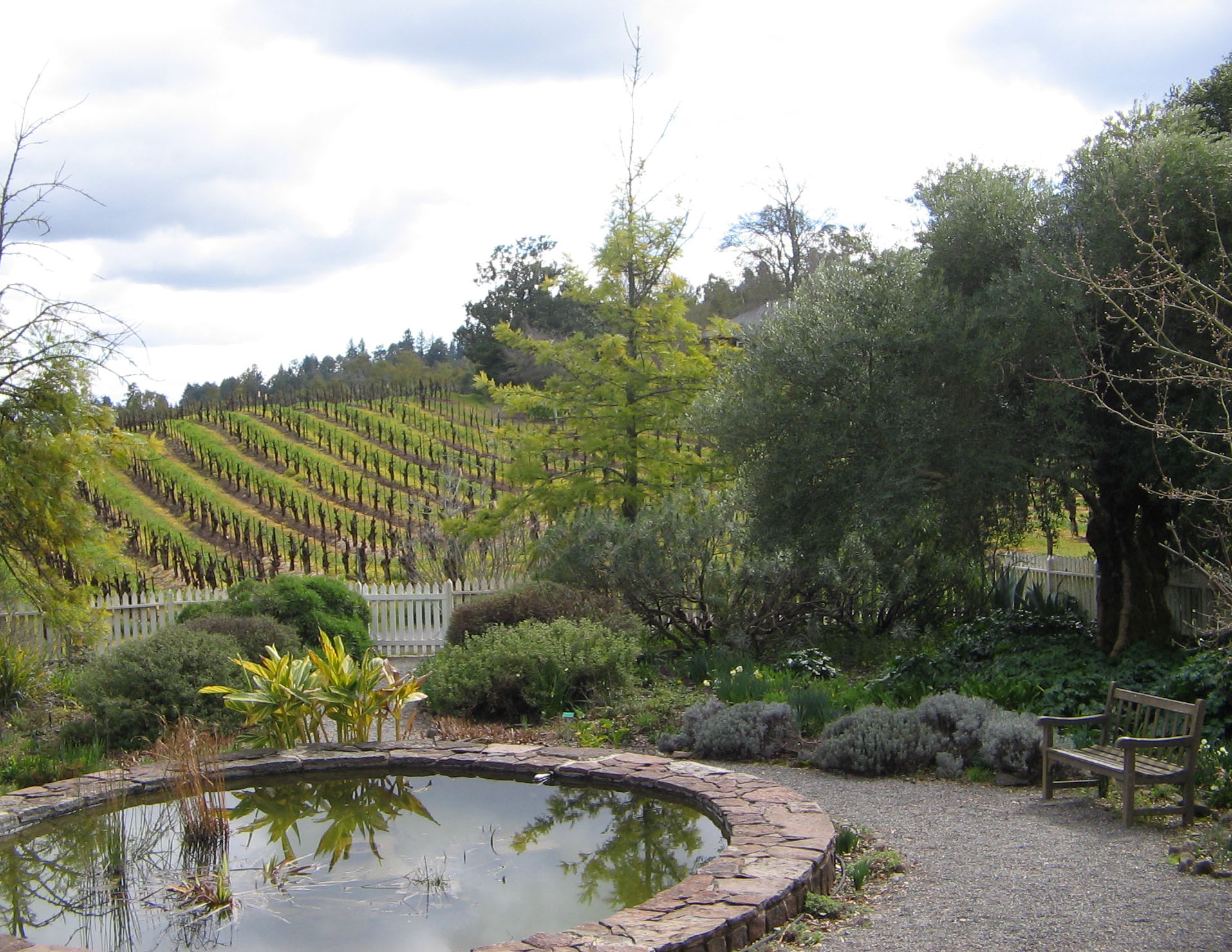

Ils se font construire sur le domaine leur manoir Wolf House (la maison du Loup) de leur rêve, de 26 pièces et 1400 m², entre 1910 et 1913 (entièrement détruit à la fin des travaux par un important incendie du 22 août 1913, et resté depuis en ruines).

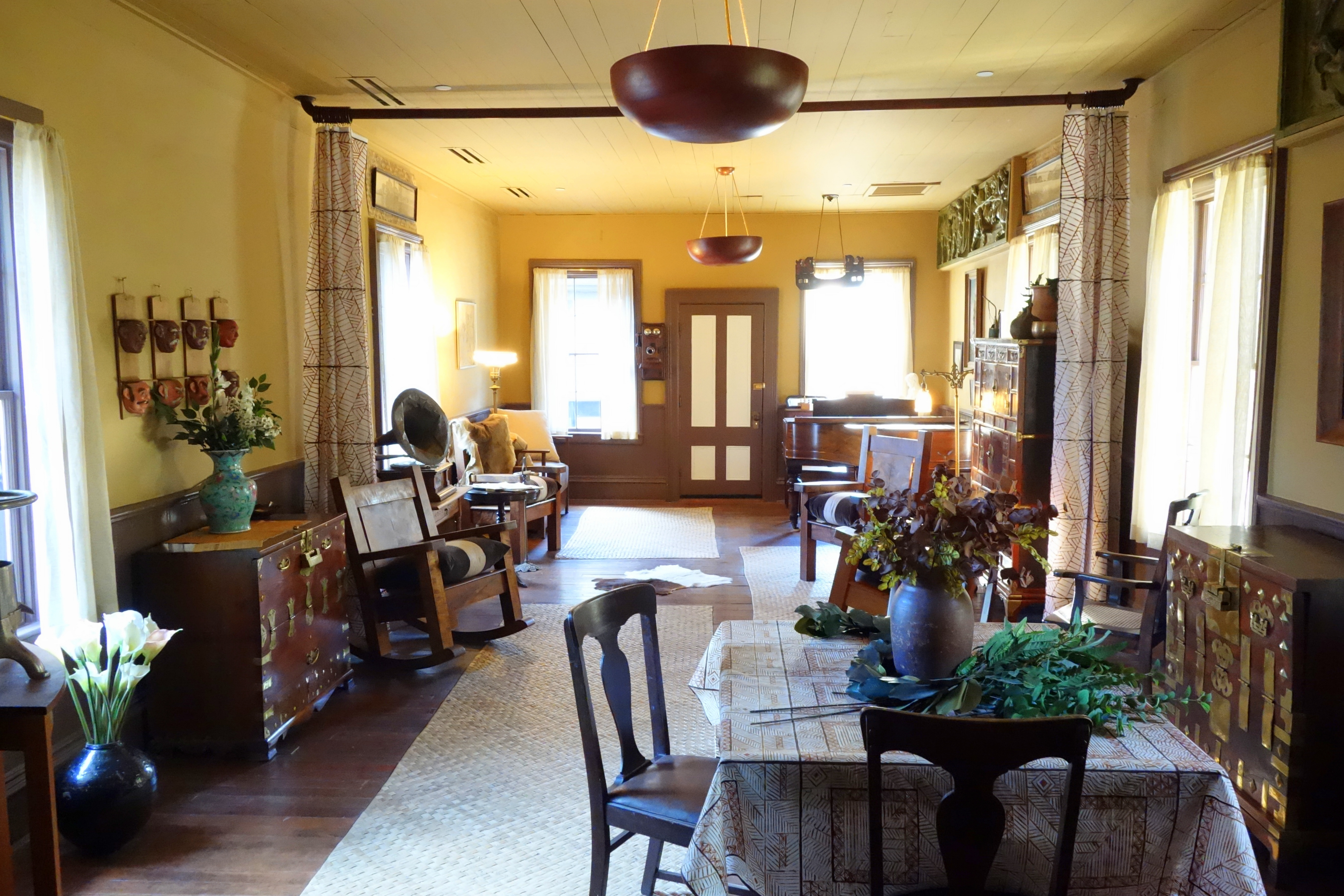
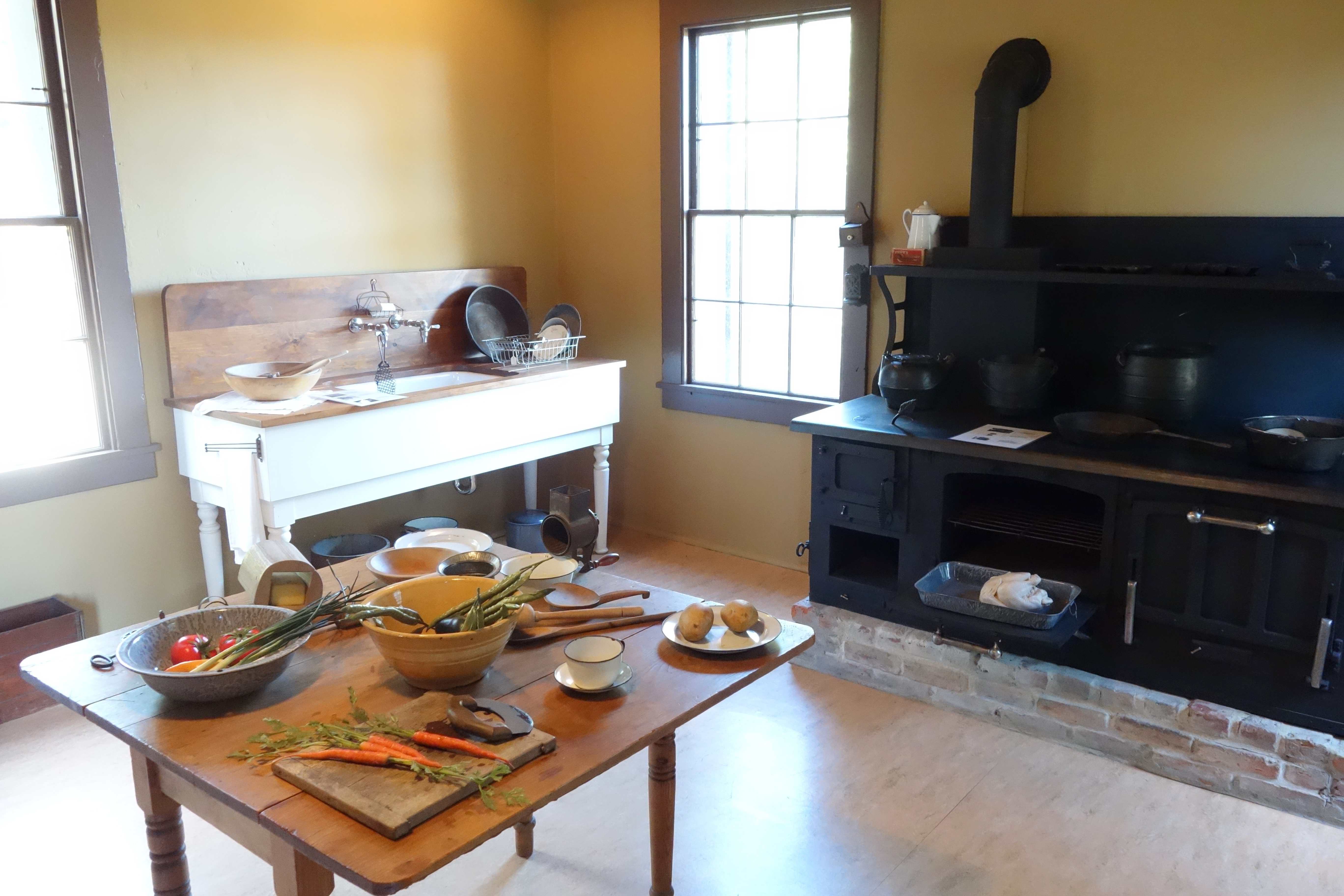
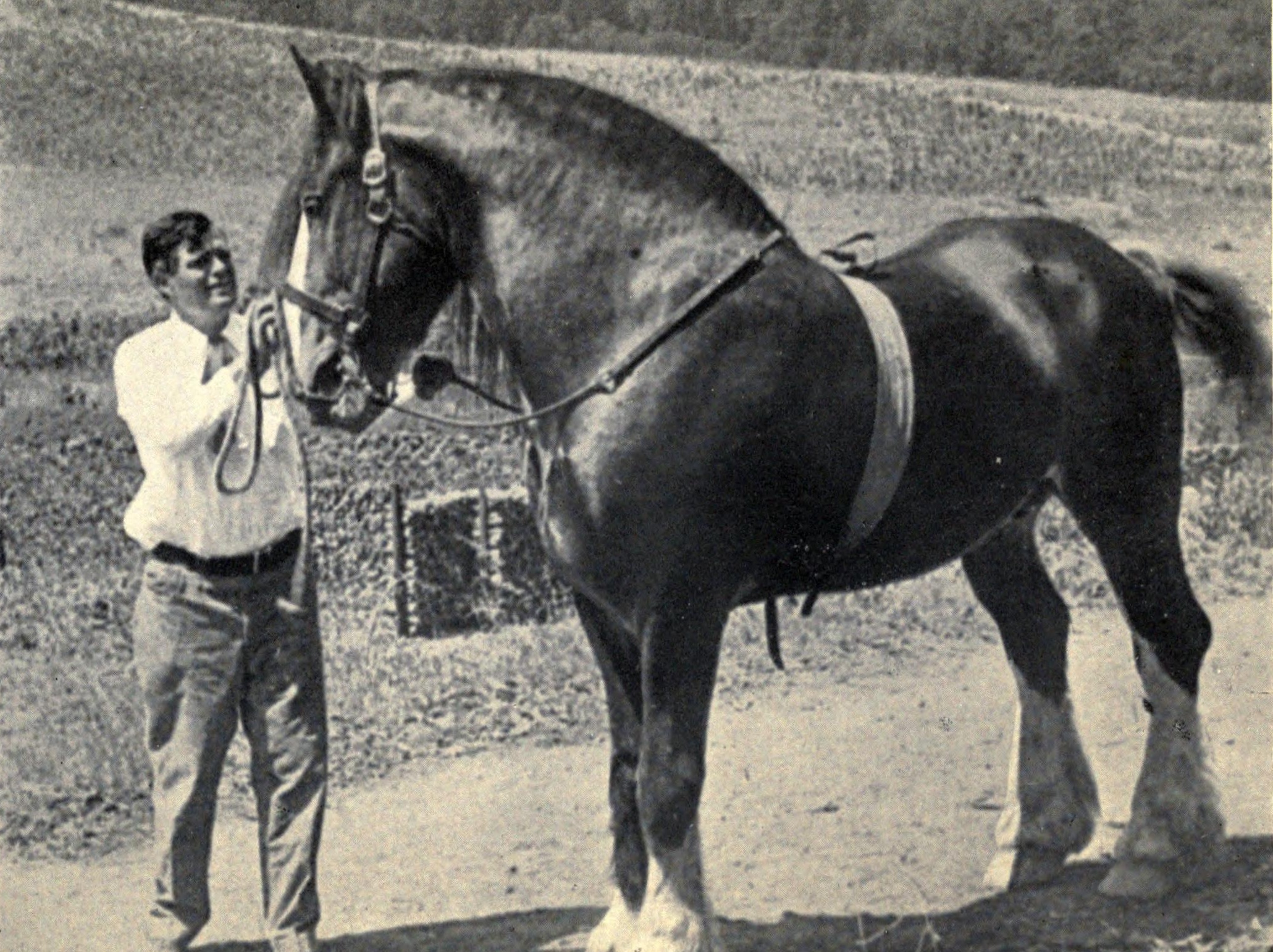

Jack London disparaît prématurément dans cette demeure à l'age de 40 ans, en 1916, de maladies contractées durant ses voyages. Ses cendres sont placées sous un rocher de Wolf House, avec celles de son épouse disparue 40 ans plus tard en 1955.

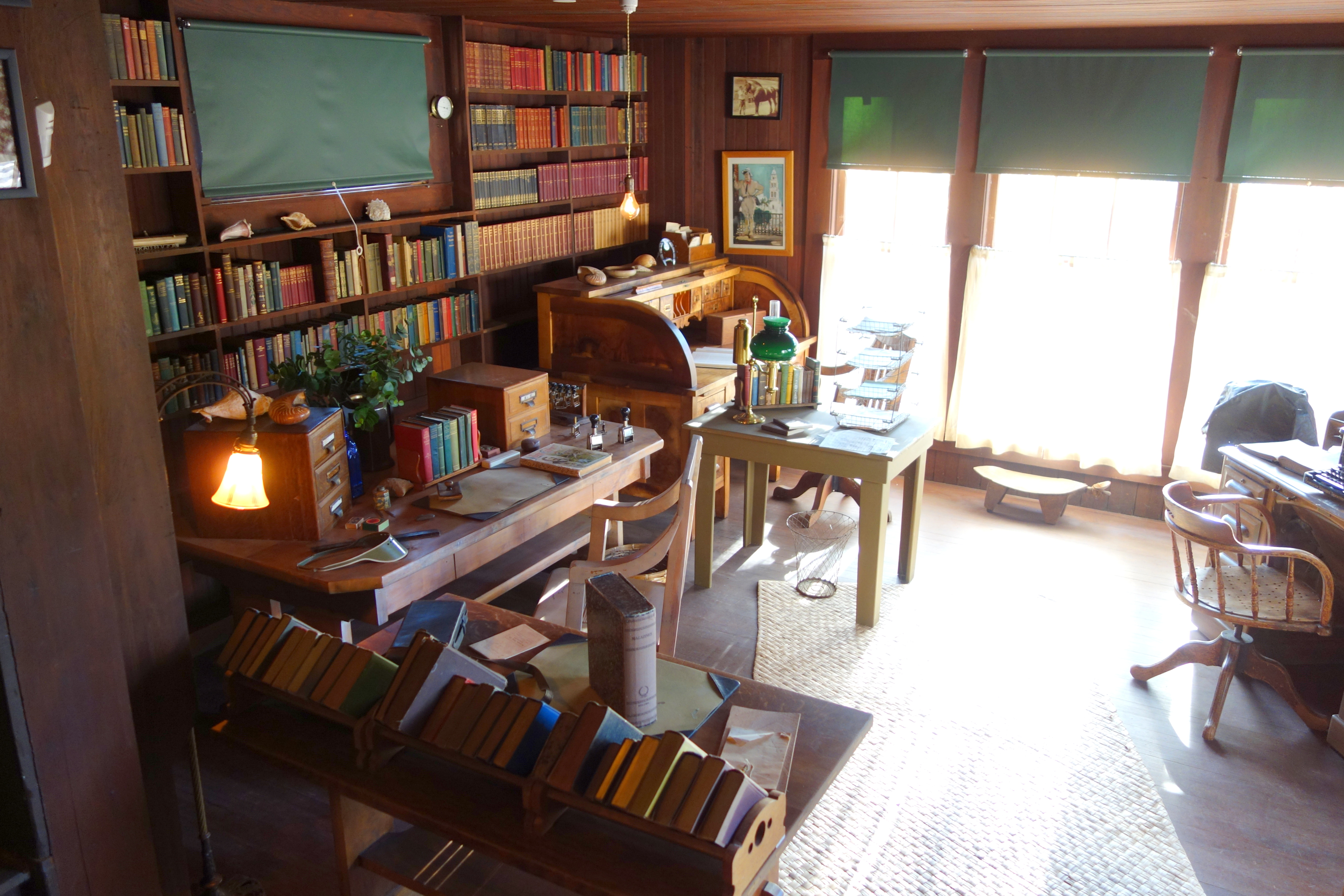
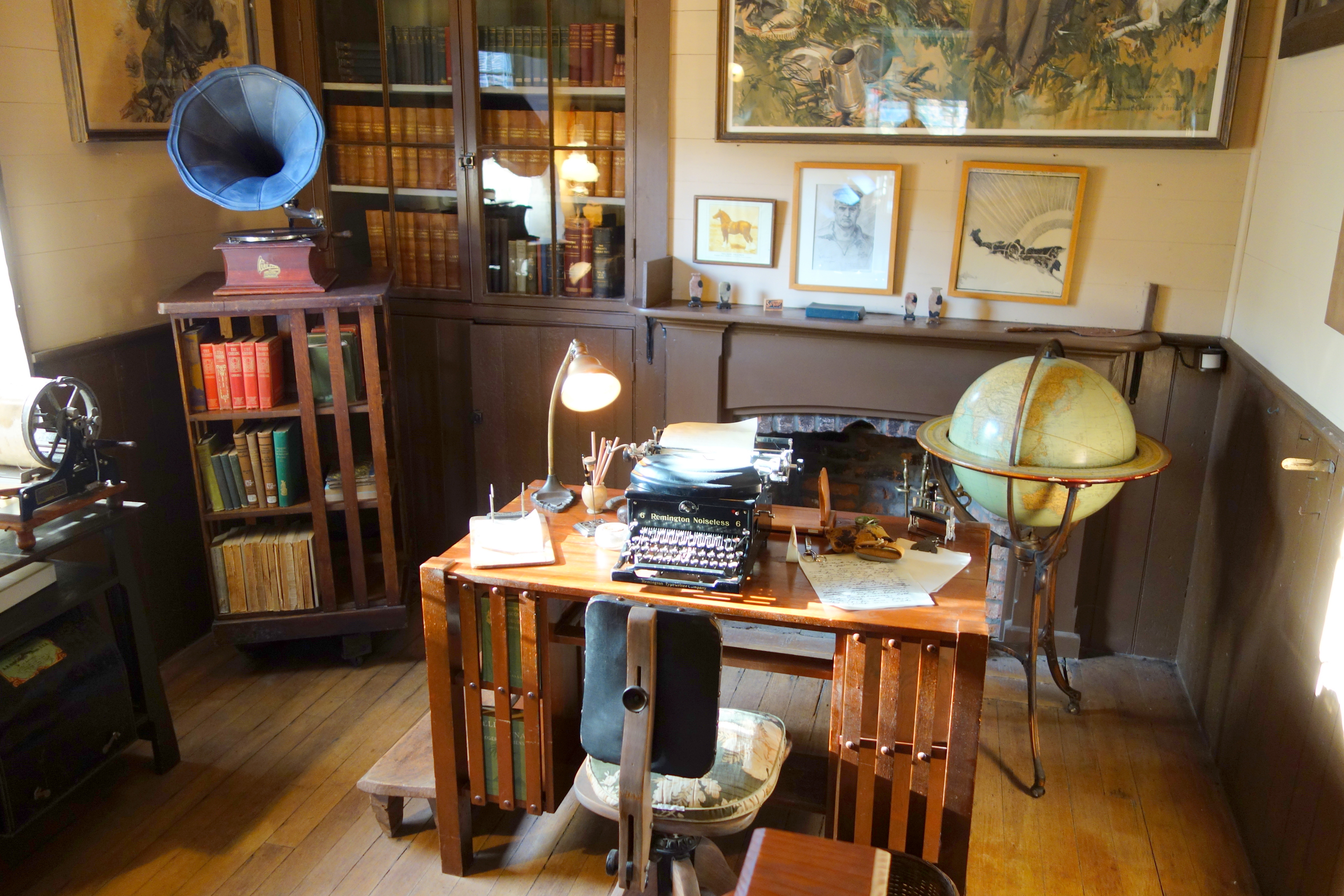
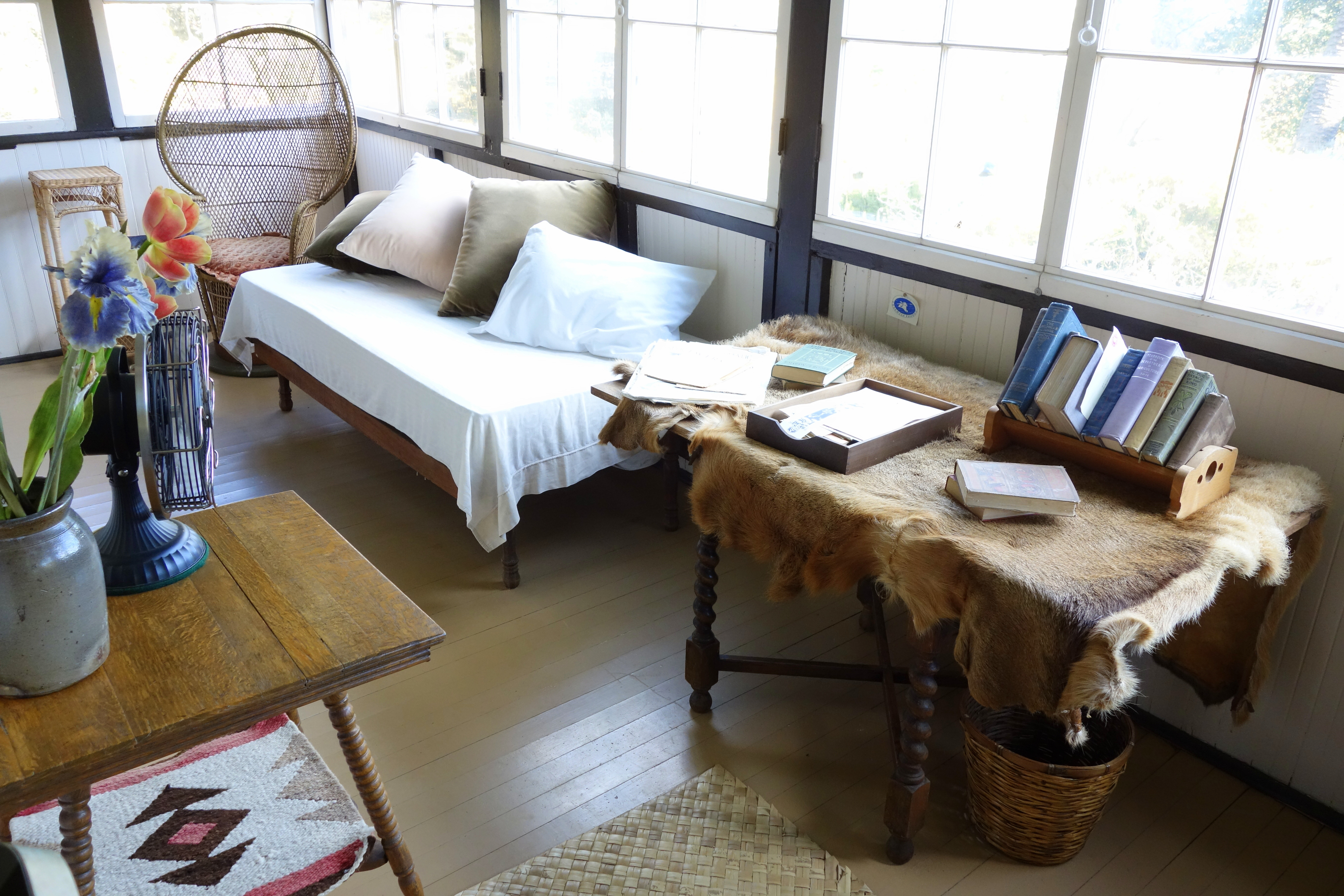
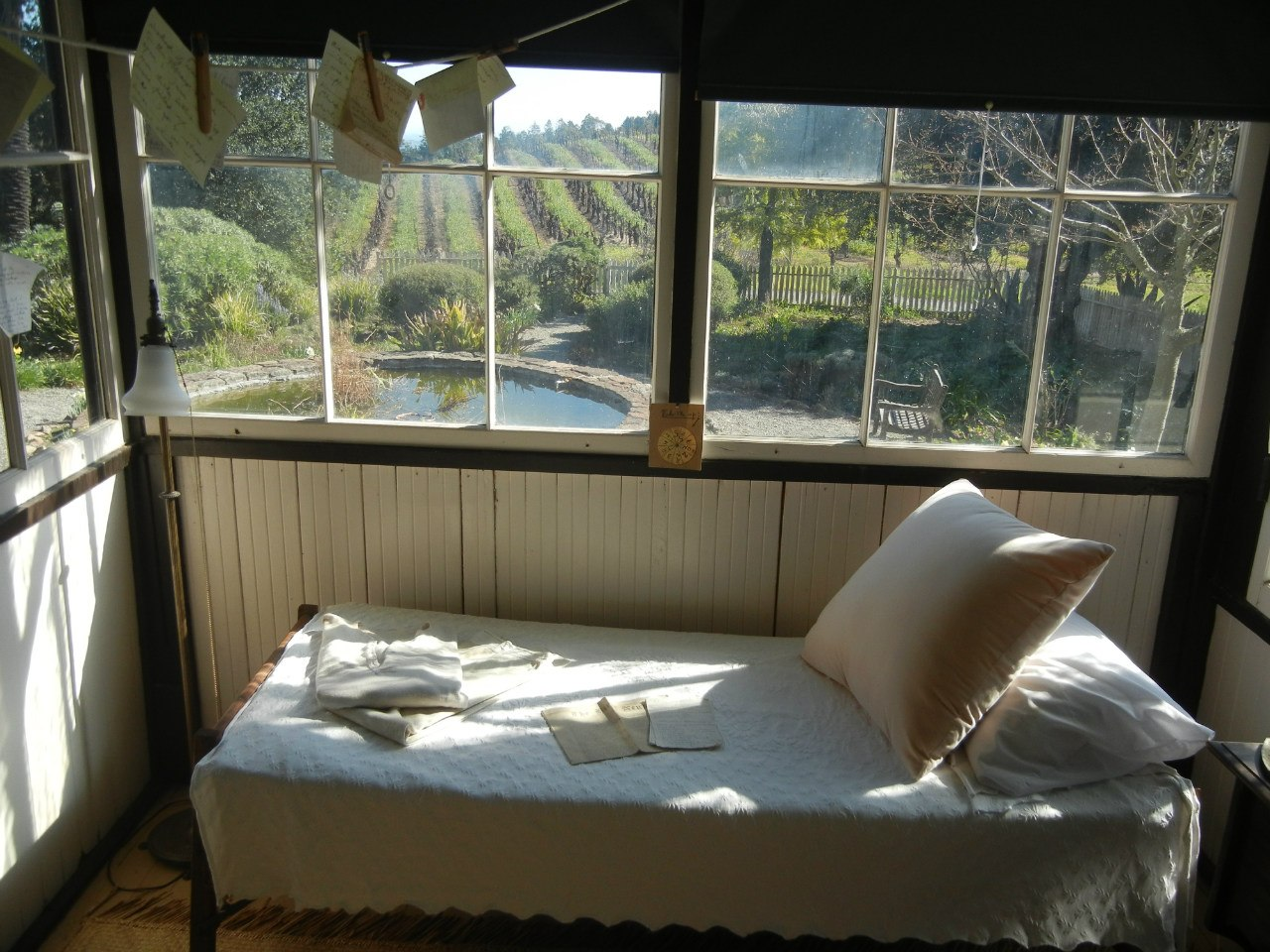
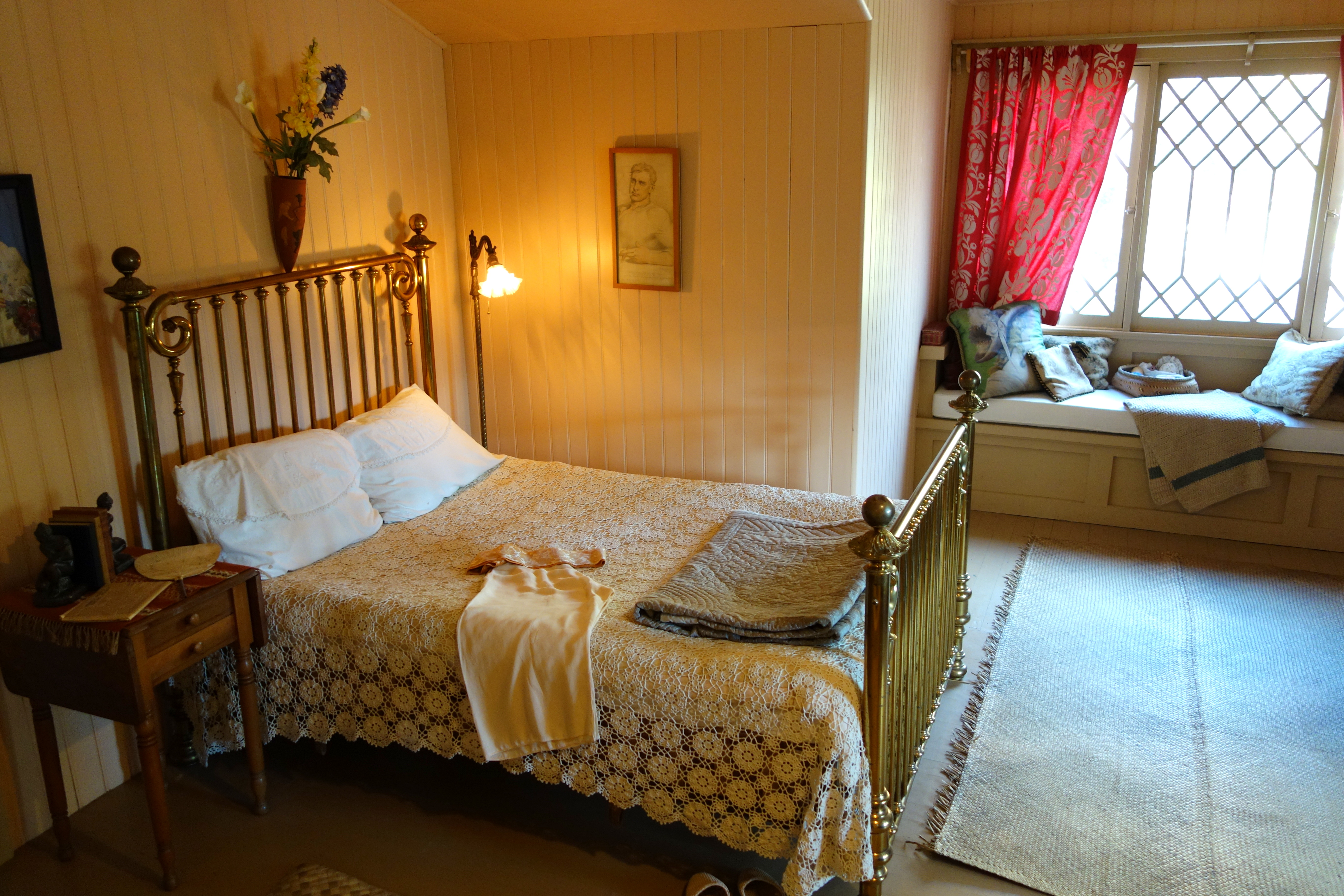

À la suite de la disparition de son mari, Charmian London fait construire en 1919 sur le domaine « The House of Happy Walls » (maison des murs heureux, version réduite du Wolf House) à la mémoire de la vie et de l’œuvre de Jack, où elle vécut jusqu’à sa disparition en 1955.

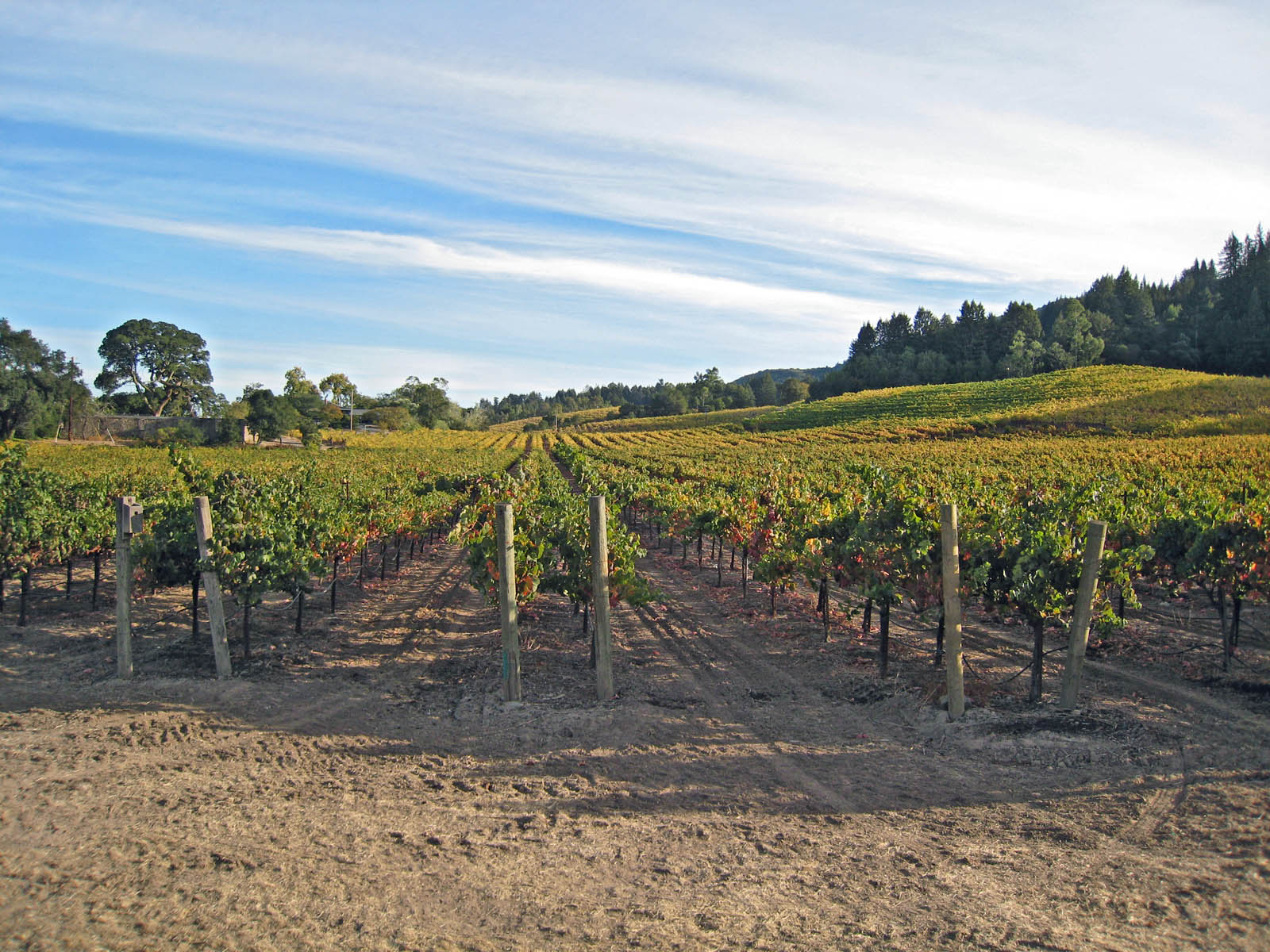
Vignoble
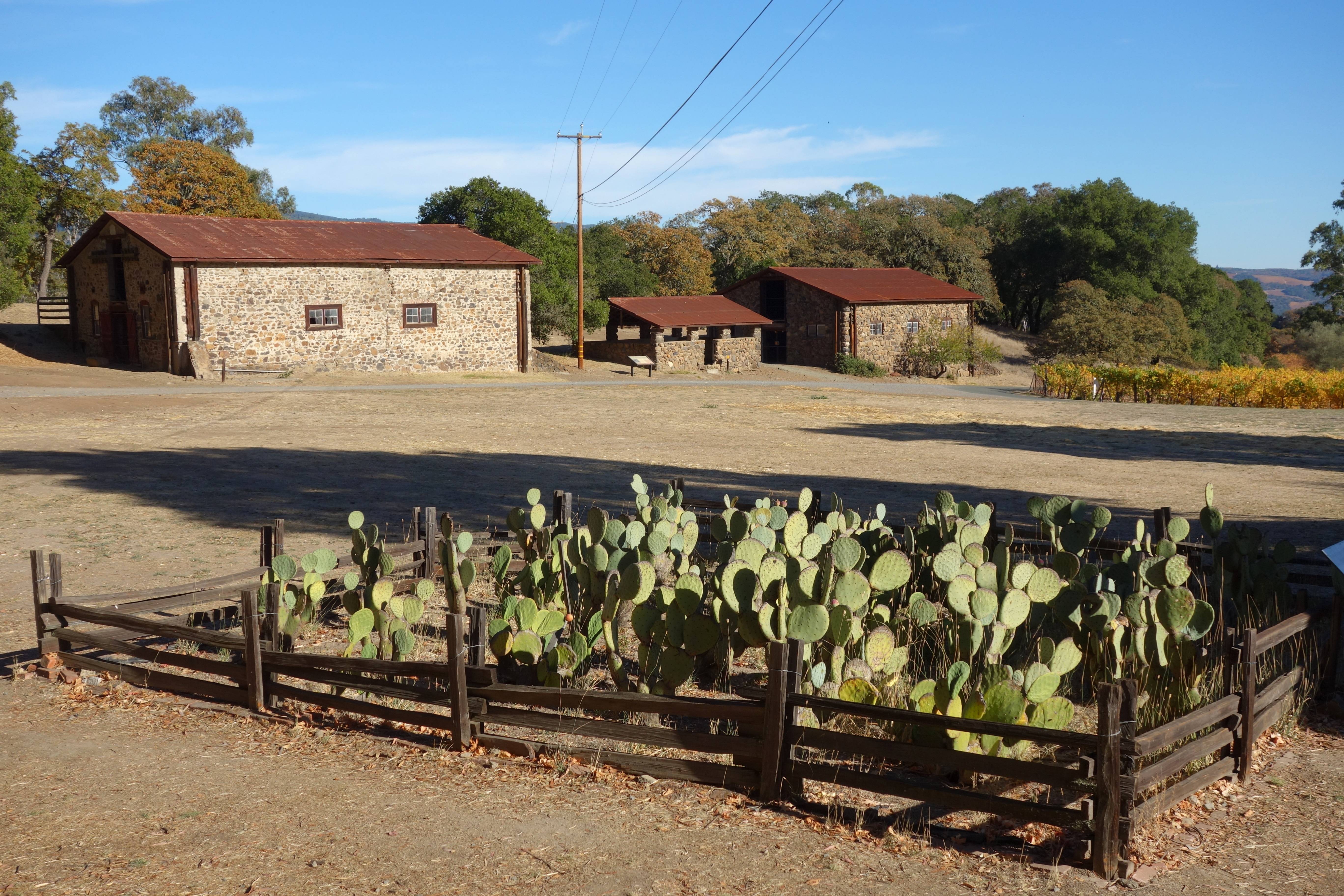
Plantation de cactus
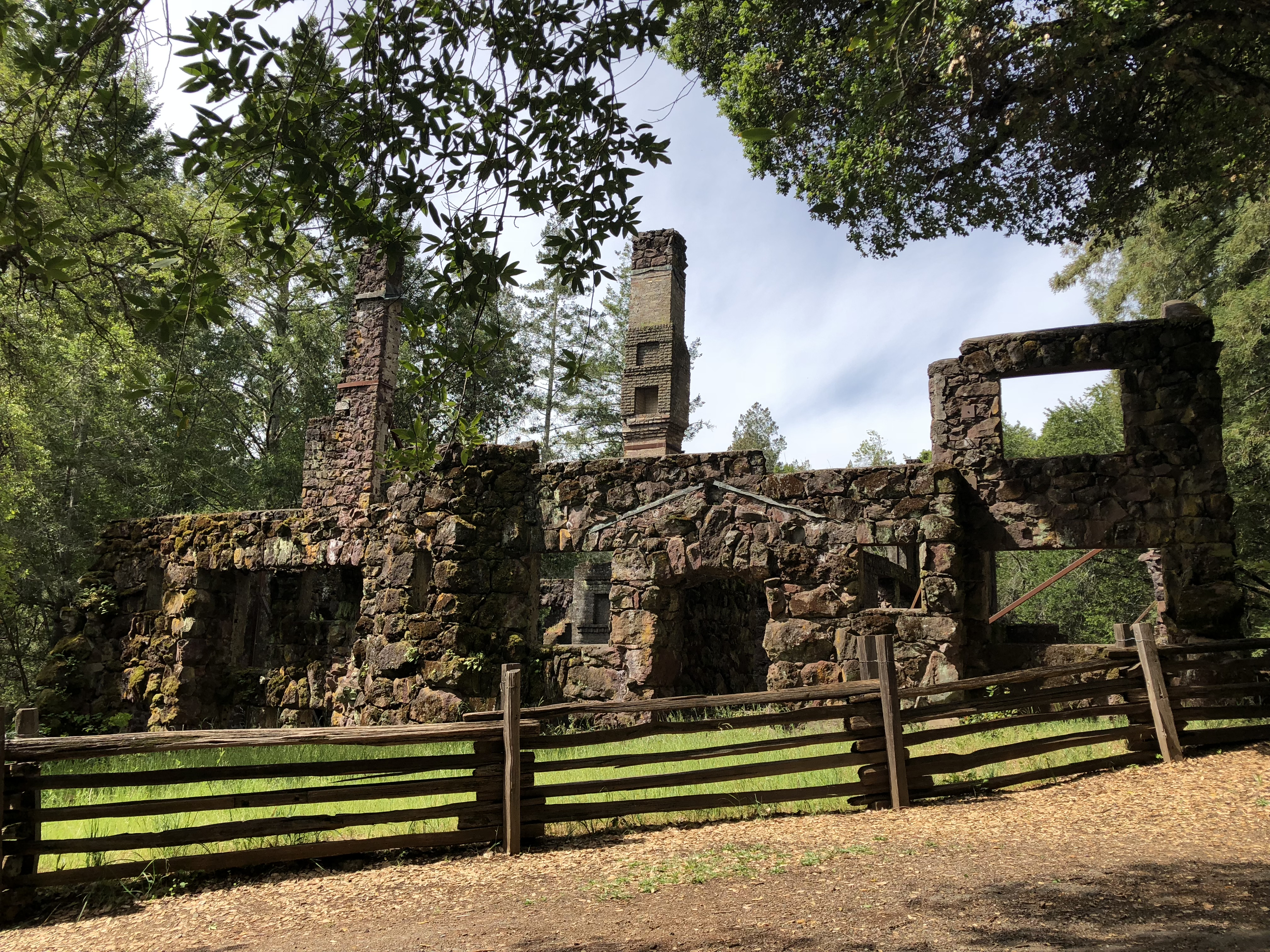
Ruines de Wolf House (maison du Loup)
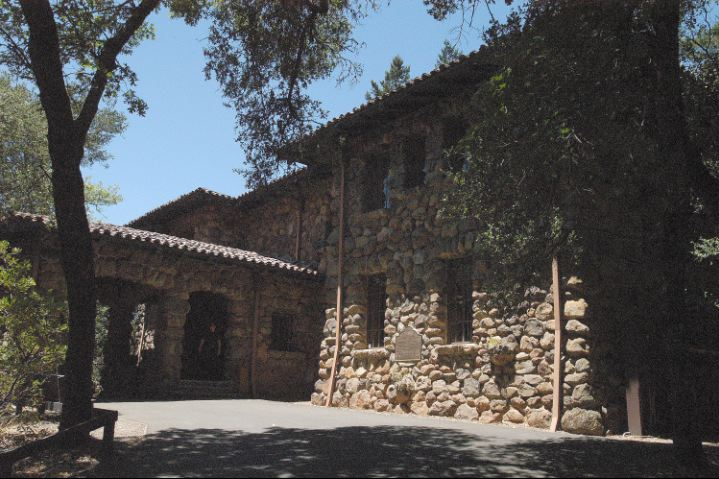
The House of Happy Walls (maison des murs heureux)
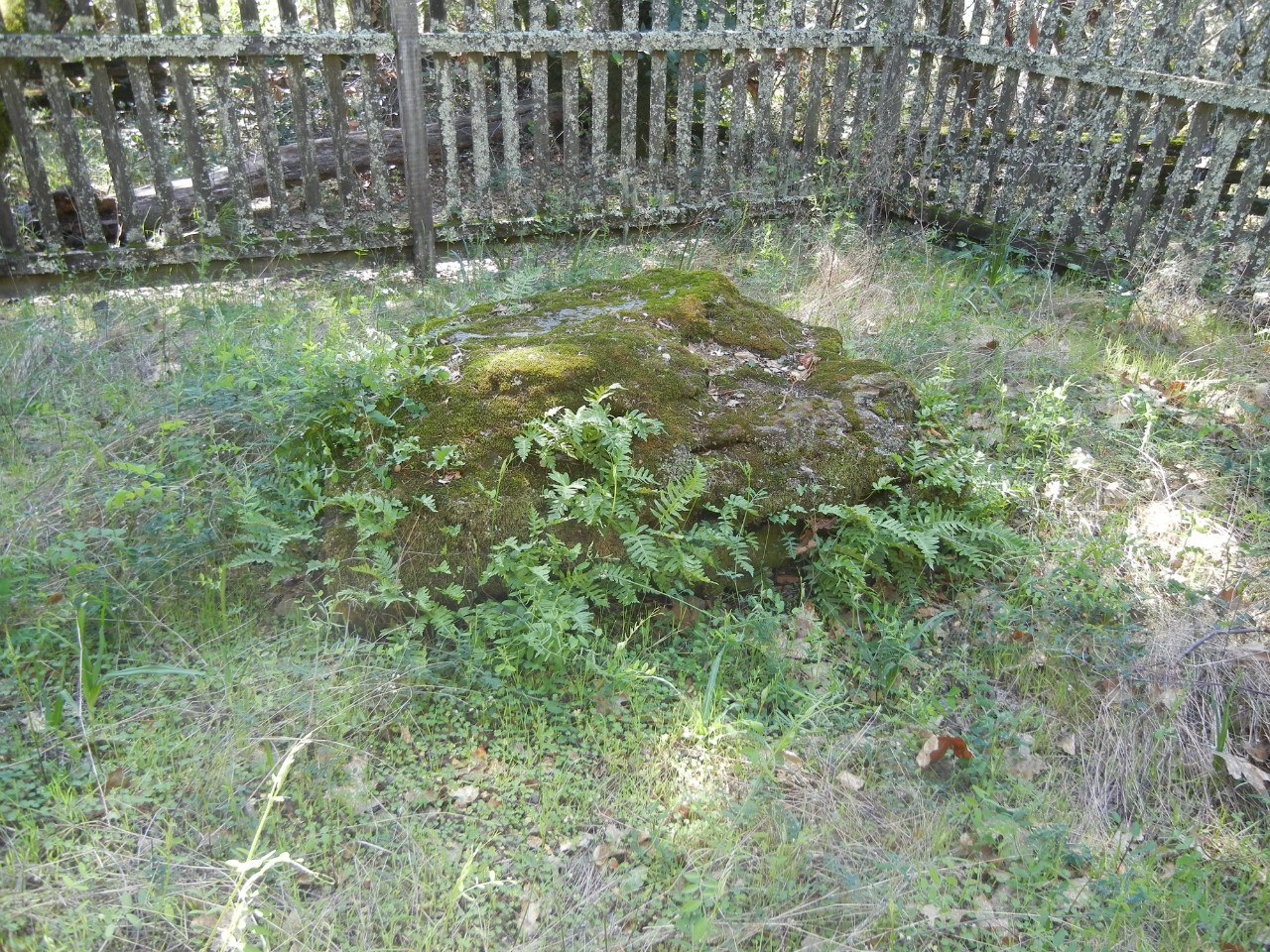
Sépulture du couple

## Musée Jack London

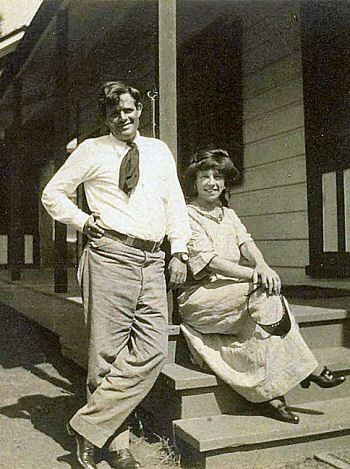
Le couple Jack London et Charmian London vers 1911

Le domaine devient un musée-parc historique d'État Jack London, inauguré le 24 septembre 1960, à la suite de la disparition de Charmian London en 1955, et à sa légation par ses héritiers à l'état de Californie. Le musée du California Department of Parks and Recreation expose depuis dans leurs états d'origines, les lieux de vie, domaine, habitations, meubles, objets, livres, manuscrits, souvenirs de voyages, documents, photos, peintures, gramophone, machine à écrire Remington..., du célèbre couple américain,.

## Protections
- 1960 : California Historical Landmark
- 1962 : National Historic Landmark
- 1966 : Registre national des lieux historiques

## Autres domaines voisins célèbres
- Domaine Francis Ford Coppola
- Skywalker Ranch, de George Lucas